# Dynamik (Musik)
Mit Dynamik (von griechisch dýnamis, „Kraft, Stärke“) wird in der Musik die Lehre von der Lautstärke oder Tonstärke (physikalisch: Lautheit) sowie die Anwendung verschiedener Lautstärken als Gestaltungsmittel bei Interpretation oder Vortrag bezeichnet. Die Lautstärke hängt von der Weite (Amplitude) der Schwingung ab, die den Ton erzeugt. Man unterscheidet in der Musik
- einheitliche Lautstärken (Stufen) – auch in Form von Echodynamik[1] bzw. Terrassendynamik[2] –,
- gleitende Veränderungen der Lautstärke (Übergänge, Übergangsdynamik[3]),
- abrupte Veränderungen der Lautstärke (Akzente).

## Einsatz der Dynamik in der Musik
Komponisten und Musikproduzenten können die Dynamik als stilistisches Mittel anwenden, um z. B. Spannungen aufzubauen oder für Überraschungsmomente zu sorgen.
Dynamikanweisungen in Noten sind meist in italienischer Sprache; seit dem 19. Jahrhundert finden sich jedoch auch Angaben in der jeweiligen Sprache des Komponisten.
Unterschiedliche Tonstärken werden auf den verschiedenen Musikinstrumenten unterschiedlich ausgeführt. Bei Streichinstrumenten werden der Druck des Bogens auf die Saite(n), die Geschwindigkeit des Bogenstrichs sowie die Strichstelle verändert. Bläser variieren den Druck und auch die Menge des Luftstroms, wobei dies nicht bei allen Blasinstrumenten zur Tonstärkenänderung genutzt werden kann, da bei einigen Blasinstrumenten Druckänderungen zu Tonhöhenänderungen führen und deshalb zur Intonation genutzt werden. Die Dynamik der Zupf- und Schlaginstrumente wird wie auch beim Klavier durch die Härte des Anschlags bestimmt. Bei der  Orgel ergibt das Ziehen oder Abstoßen von Registern eine Stufendynamik, mit einem Schwellwerk ist eine stufenlose Dynamik möglich.
In der modernen Notation wird die Tonstärke mit kursiven Buchstaben und Zeichen unter dem Notensystem angegeben. Nur bei Musik für Gesangsstimmen wird die Dynamik normalerweise über dem Notensystem angegeben, während unter dem Notensystem der Gesangstext steht.
Teilweise, besonders in der (quasi „hyperexpressivistisch“ notierten) Musik vieler Spätromantiker (wie z. B. Gustav Mahler) oder auch einiger Expressionisten, wird die gewünschte Tonstärke oder Ausdrucksänderung auch durch ausgeschriebene Anweisungen wie „hervorbringen“, „etwas zarter“ oder auch engl. „bring out“ etc. angegeben. Dies ist gelegentlich auch heute noch Praxis. Auch häufig verwendete bzw. den Grundausdrucksstärken (wie forte oder pianissimo) beigefügte Ausdrucksbezeichnungen wie dolce oder marcato geben zusätzlichen Aufschluss über die vom Komponisten gewünschte Vortragsart und somit auch Dynamik. Mit ma non troppo (it.: „aber nicht zu sehr“) können zudem Dynamikbezeichnungen leicht abgemildert werden (z. B. forte ma non troppo für ein etwas abgemildertes Forte).
Dynamische Bezeichnungen können auch substantivisch gebraucht werden: „Das Forte“ kann jenen Teil eines Musikstücks bezeichnen, der mit großer Lautstärke vorzutragen ist. Ebenso kann man von einem „gewaltigen Orchestercrescendo“ sprechen.
Während beispielsweise Tonhöhen genau festlegbar sind (in Hz), unterliegen Dynamikparameter subjektiven Einflüssen. Die Dynamikstufe piano kann in einem anderen Kontext genauso laut gespielt werden wie ein mezzoforte. Bei der richtigen dynamischen Ausführung eines Musikstückes kommt es folglich stets auf die richtige kontextuelle Proportionierung an.

## Tabelle der Lautstärken
| Dynamiksymbole                                | Aufzeichnung        | Bedeutung                       |
| --------------------------------------------- | ------------------- | ------------------------------- |
| {\displaystyle ppp}                           | piano pianissimo    | so leise wie möglich            |
| {\displaystyle pp}                            | pianissimo          | sehr leise                      |
| {\displaystyle p}                             | piano               | leise                           |
| {\displaystyle mp}                            | mezzo piano         | mittel leise                    |
| {\displaystyle m\!f}                          | mezzo forte         | mittel laut                     |
| {\displaystyle f}                             | forte               | laut                            |
| {\displaystyle f\!\!f}                        | fortissimo          | sehr laut                       |
| {\displaystyle f\!\!f\!\!f}                   | forte fortissimo    | so laut wie möglich             |
| {\displaystyle s\!f}, {\displaystyle s\!f\!z} | sforzando, sforzato | kräftig, betont                 |
| {\displaystyle r\!f\!z}                       | rinforzando         | verstärkend                     |
| {\displaystyle f\!p}                          | forte piano         | erst laut, dann leiser werden   |
| {\displaystyle s\!f\!p}                       | sforzato piano      | verstärkte Form von forte piano |
| {\displaystyle f\!z}                          | forzando            | kräftig, ein plötzlicher Akzent |
| cresc.                                        | crescendo           | allmählich lauter werden        |
| decresc.                                      | decrescendo         | allmählich leiser werden        |
| dim.                                          | diminuendo          | abnehmend, leiser werden        |

## Einheitliche Lautstärken in der Musik

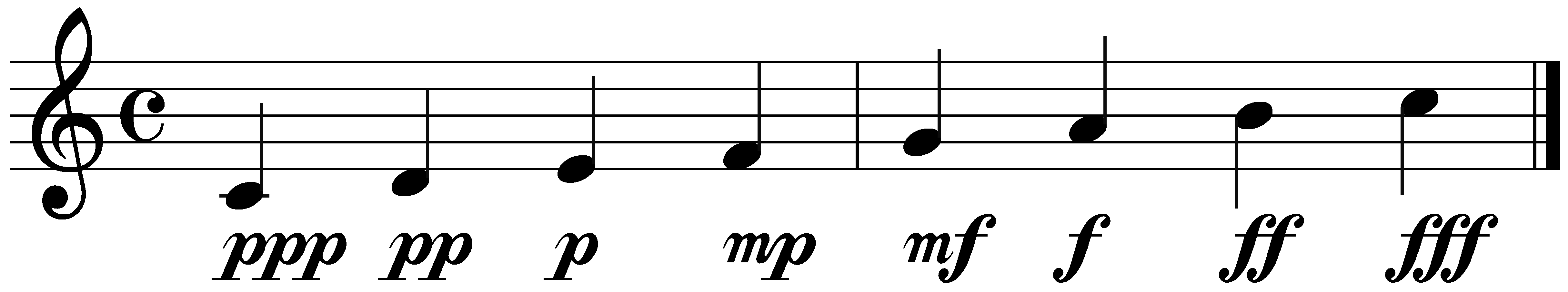
Die acht Grundstufen der Dynamik

Die am häufigsten verwendeten Tonstärken bzw. Tonstärkegrade der abendländischen Musik werden mit folgenden italienischen Abkürzungen bezeichnet (geordnet von leise nach laut):
{\displaystyle \dots -ppp-pp-p-mp-m\!f-f-f\!\!f-f\!\!f\!\!f-\dots }
 piano
(„still“, „leise“, „zart“), Abkürzung {\displaystyle p}, ist die Anweisung für eine leise Tonstärke.
 forte
(„stark“, „laut“, „kräftig“), Abkürzung {\displaystyle f}, ist die Anweisung für eine laute und kräftige Tonstärke.
Mit dem Buchstaben {\displaystyle m} wie mezzo („mittel“, „halb“) wird die Anweisung abgeschwächt: {\displaystyle m\!f} (mezzoforte) bedeutet „mittellaut“ bzw. „halbstark“ und ist etwas leiser als {\displaystyle f}, während {\displaystyle mp} (mezzopiano, „mittelleise“ oder „halbleise“) etwas lauter als {\displaystyle p} ist.
Zur Steigerung von {\displaystyle f} und {\displaystyle p} kann der Buchstabe verdoppelt werden: {\displaystyle f\!\!f} heißt fortissimo („sehr laut“ bzw. sehr stark) und {\displaystyle pp} pianissimo („sehr leise“). In der Musik bis 1800 sind das die Lautstärkenextreme, in der Romantik entstanden auch noch {\displaystyle f\!\!f\!\!f} (fortissimo possibile, fortissimo forte, forte fortissimo oder fortississimo – so stark wie möglich) und {\displaystyle ppp} (pianissimo piano, piano pianissimo oder pianissimo possibile – so leise wie möglich), seltener wurden noch mehr Buchstaben aneinandergefügt: Pjotr Iljitsch Tschaikowski schreibt in seiner Symphonie Pathétique an der lautesten Stelle {\displaystyle f\!\!f\!\!f\!\!f\!\!f} und an der leisesten {\displaystyle pppppp} vor, György Ligeti verwendet teilweise gar achtfaches piano bzw. forte, diese Nuancen sind jedoch kaum ausführbar.
Aus obigen Gründen werden in der praktisch ausführbaren Musik meist nur Angaben von {\displaystyle ppp} bis {\displaystyle f\!\!f\!\!f} notiert. Im Besonderen die gewünschte Lautstärke des Forte kann dann mit Akzent-, Marcatozeichen oder einem dem Dynamikzeichen zugesetzten {\displaystyle s} oder {\displaystyle z} (also zum Beispiel {\displaystyle s\!f} oder {\displaystyle s\!f\!\!f\!z}) noch gesteigert werden.

## Gleitende Veränderungen der Lautstärke

Crescendo- und Decrescendo-Gabel

Das Wort crescendo (cresc., „wachsend“) schreibt in der Bedeutung von „an Tonstärke zunehmend“ eine allmähliche Verstärkung der Lautstärke vor. Gegenbegriffe sind diminuendo (dim., „verringernd“) und decrescendo (decresc.), das im Sinne von „an Tonstärke abnehmend“ ein Leiserwerden verlangt. Oft steht danach eine Dynamikbezeichnung, die das Ende der Veränderung und die zu erreichende Dynamik anzeigt.
Anstelle der Bezeichnungen cresc. oder dim. findet man oft sogenannte Gabeln, die sich von der leisesten zur lautesten Stelle öffnen oder sich von der lautesten zur leisesten schließen (siehe Abbildung).
Für das Leiserwerden bis zur Lautlosigkeit (al niente, „bis zum Nichts“) bzw. das Lauterwerden aus der Stille (dal niente, „aus dem Nichts“) stehen gelegentlich schließende bzw. öffnende Gabeln, die an ihrer Spitze ein {\displaystyle n\!.} oder einen kleinen Kreis haben.

Die Anweisung subito (sub., „plötzlich“, „sofort“) verlangt einen schlagartigen, oft als überraschenden Effekt eingesetzten Übergang von einer Stufe zu einer anderen: subito piano z. B. bedeutet einen plötzlichen Übergang von laut zu leise.

Mit più (mehr) und meno (weniger) wird eine Veränderung gegenüber der aktuell gültigen Dynamikstufe bezeichnet. più forte bedeutet ein stärkeres Forte als bisher, meno piano bedeutet weniger piano, d. h. etwas lauter. 

## Abrupte Veränderungen der Lautstärke, Akzente
sforzato oder sforzando 
({\displaystyle s\!f}oder {\displaystyle s\!f\!z} oder {\displaystyle f\!z}): mit plötzlicher Betonung.
rinforzando 
({\displaystyle r\!f} oder {\displaystyle r\!f\!z}): wieder stärker werdend oder mit anfangs leicht anschwellender Betonung.
fortepiano 
({\displaystyle f\!p}): laut, dann plötzlich leise.
Diese Abkürzungen werden zur weiteren Nuancierung von vielen Komponisten mit den drei Buchstaben für die dynamischen Grundstufen kombiniert, wobei Bezeichnungen wie {\displaystyle s\!f\!\!f\!z}, {\displaystyle s\!f\!p}, {\displaystyle m\!f\!p}, {\displaystyle f\!pp} gebildet werden können. In Verbindung mit den graphischen Zeichen für Akzente ergeben sich unzählige Möglichkeiten dynamischer Vorschreibungen, die für den Musiker oft nur mit großer Stilkenntnis oder unter Einsicht des Autographes verständlich werden.
Häufig sind musikalische Akzente in Form von speziellen Zeichen; hierbei am geläufigsten sind > für marcato („akzentuiert“, „betont“) und ^ für martellato („stark akzentuiert“, wörtlich „gehämmert“). Auf die Dynamik {\displaystyle f} bezogen würde eine Note mit > entsprechend {\displaystyle s\!f} gespielt werden müssen, während eine Note mit ^ dem {\displaystyle s\!f\!z} ebenbürtig wäre. Zeichen wie > eignen sich im Gegensatz zu den letztgenannten Schriftzeichen, im Besonderen für mehrere akzentuierte Noten an einem Stück. Abrupte Akzente wie >, ^ als auch {\displaystyle s\!f} oder {\displaystyle s\!f\!z} heben die Grunddynamik (z. B. mezzopiano, mezzoforte oder forte), mit dem möglicherweise ein vorhergegangenes Notensystem markiert wurde, nicht auf; daher muss die ursprüngliche Dynamik nach dem Auftreten solcher Akzente auch nicht erneut markiert werden.
Außerdem findet sich in der Literatur häufig die bereits oben erwähnte Bezeichnung subito („sofort“, abgekürzt sub.) in Verbindung mit einer regulären Dynamikangabe. Dadurch kann zum Beispiel mit sub. p angezeigt werden, dass plötzlich piano zu musizieren ist, nachdem zuvor forte o. Ä. angegeben war.

## Geschichte

### Barock
Zu Beginn der Barockzeit hatte die Dynamik als musikalischer Parameter noch wenig Gewicht; es wurde weitgehend dem mündlich tradierten Stilempfinden der Musiker überlassen, wo leiser oder lauter zu spielen war. Dynamikangaben im Aufführungsmaterial waren selten und bezeichneten häufig Abweichungen von den Regeln. Früheste Beispiele für den Gebrauch von Dynamikangaben sind die Sacrae Symphoniae von Giovanni Gabrieli (1597) – insbesondere die Sonata pian’ e forte – das Israelsbrünnlein von Johann Hermann Schein (1623) oder die Musicalischen Exequien von Heinrich Schütz (1635). Die dynamischen Angaben dienten dazu das gesamte Ensemble lauter oder leiser musizieren zu lassen. Im Spätbarock wurde dann genauer differenziert, etwa wenn die Bratschen im zweiten Satz von Vivaldis Frühlingskonzert forte zu spielen haben – zur Darstellung bellender Hunde –, während der Rest des Orchesters und die Solovioline piano spielen. In Johann Sebastian Bachs Werken zeigen Dynamikangaben, an welcher Stelle eine Stimme hinter eine andere zurückzutreten hat oder hervorzuheben ist.
Registerwechsel auf Cembalo und barocker Orgel oder der Wechsel zwischen Concertino und Tutti im Concerto grosso führten zu übergangslos wechselnder Lautstärke und Klangfarbe, was Anfang des 20. Jahrhunderts den Begriff der Terrassendynamik prägte. Dieser wurde in der Folge vereinfachend auf die gesamte Musik des Barock angewendet. Aus heutiger Sicht ist dieses nicht mehr haltbar; historische Quellen zeigen, dass auch Barocksänger und -instrumentalisten mit dynamischen Abstufungen und Übergängen interpretierten, von der bewussten Artikulation einzelner Töne bis hin zu größeren Bögen.

### Vorklassik
In der Vorklassik bekam die Dynamik eine neue Bedeutung. Das Cembalo wurde vom Hammerklavier verdrängt, bei dem – wie auch aus der früheren Bezeichnung „Fortepiano“ hervorgeht – der Musiker durch die Stärke der Anschläge die Lautstärke variieren konnte.
Etwa zeitgleich bildete sich durch die Mannheimer Schule eine bisher nicht gekannte Präzision im Orchesterspiel heraus, die es ermöglichte, dynamische Effekte wie einheitliches pianissimo und fortissimo oder das berühmte „Mannheimer Crescendo“ mit dem ganzen Orchester zu realisieren.

### Klassik
Bei Ludwig van Beethoven erlangte die Dynamik endgültig den Rang eines eigenständigen musikalischen Parameters, für den präzise Spielanweisungen gelten. In seinen Partituren notierte er neben der Grunddynamik zahlreiche vorher nicht oder nur selten benutzte Ausdrucksmittel: regelmäßig verwendete Lautstärkeextreme {\displaystyle pp} und {\displaystyle f\!\!f}, oft in unmittelbarem Kontrast, Crescendo des gesamten Orchesters über viele Takte hinweg, Crescendo vom {\displaystyle p} zum {\displaystyle f\!\!f} innerhalb eines einzigen Taktes, Crescendo mit anschließendem {\displaystyle subito\ p}, Decrescendo mit anschließendem {\displaystyle f\!\!f}, Akzente auf den „schwachen“ Taktzeiten usw.

### Spätromantik
Eine weitere Steigerung der Dynamik brachte die „hyperexpressivistisch“ notierte Musik vieler Spätromantiker (wie z. B. Gustav Mahler) oder auch einiger Expressionisten.

### Moderne / Postmoderne
Impressionistische Kompositionen des 20. Jahrhunderts nutzten die Dynamik oft als kompositionsbestimmendes Moment: Die sich aufbauende Dynamik des Boléro von Maurice Ravel ist dazu ein typisches Beispiel. Ein weiteres Beispiel ist die impressionistische Komposition Pacific 231 von Arthur Honegger. Dabei steigert sich die Dynamik der Musik, um eine beschleunigende Lokomotive zu simulieren. Besonders in der impressionistischen Musik des späten 20. Jahrhunderts gewinnt die Dynamik an Bedeutung, um Spannung zu vermitteln. Philip Glass komponierte mit The Canyon ein großes Crescendo und Decrescendo in einer ABA-Form. Thematisiert wird das tief unten in der Schlucht sich bewegende Wasser, das die zugrunde liegende rhythmische Struktur bildet. Die Komposition erzeugt wiederholt einen Spannungsaufbau, der dazu verleitet anzunehmen, in einen Höhepunkt zu münden. Nach einem absoluten Höhepunkt findet das Stück dann im zurückhaltenden Finale an den Anfang zurück. Im Grunde spiegelt die Komposition die Topografie oder die Höhe der Schlucht wider.